# Linia brzegowa Czarnogóry

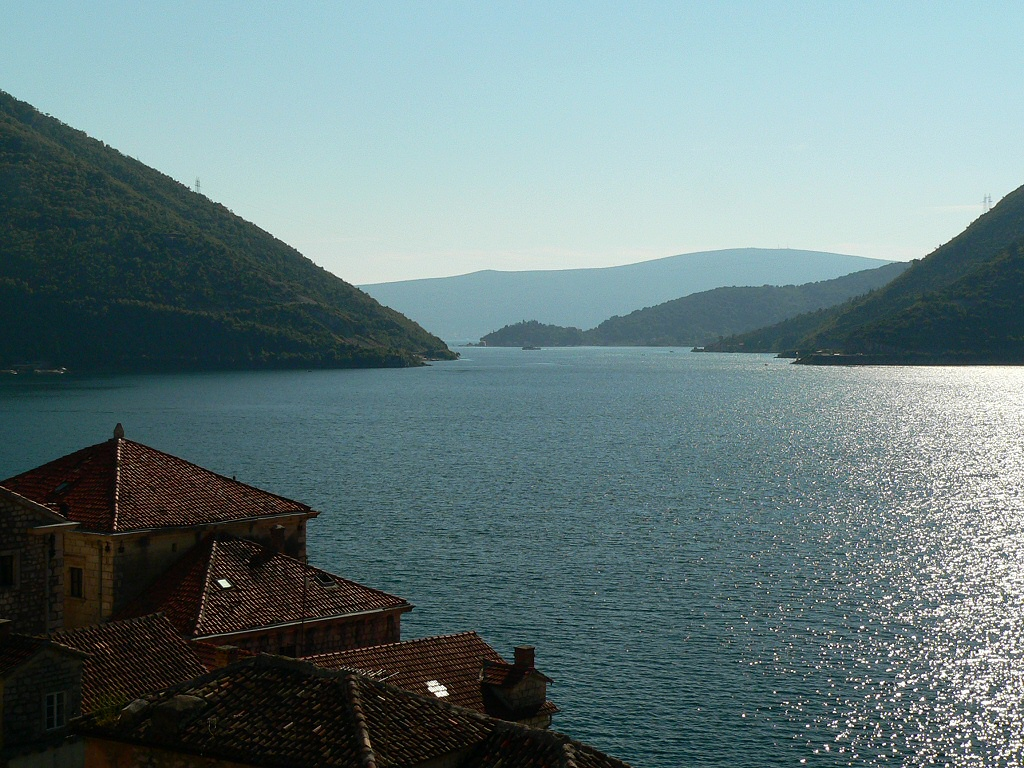
Widok na zatokę z Perastu, widoczna cieśnina Verige

Linia brzegowa Czarnogóry – linia zetknięcia się powierzchni Czarnogóry z powierzchnią Morza Adriatyckiego i Zatoki Kotorskiej, o długości 293,5 km.

## Miasta położone linii brzegowej Czarnogóry
Ważniejsze miasta i miejscowości położone na linii brzegowej Czarnogóry z północy na południe:
1. Herceg Novi,
2. Đenovići,
3. Bijela,
4. Risan,
5. Perast,
6. Dobrota,
7. Kotor,
8. Prčanj,
9. Donja Lastva,
10. Tivat,
11. Budva,
12. Bečići,
13. Petrovac na Moru,
14. Sutomore,
15. Šušanj,
16. Bar,
17. Dobra Voda,
18. Ulcinj.

## Turystyka
W wielu miastach znajdują się hotele i pensjonaty. Jeden z lepszych powstał w 2006 roku w Bečići, na którego budowę wydano 70 mln euro.
Krajobraz Zatoki Kotorskiej przypominający fiordy północy został wpisany na Listę Światowego Dziedzictwa Kulturalnego i Przyrodniczego UNESCO, przez co miasto Kotor leżące nad zatoką, jest często odwiedzane przez turystów nie tylko z Czarnogóry ale i całej Europy.